# Sogaeadu
Sogaeadu is een bestuurslaag in het regentschap Nias van de provincie Noord-Sumatra, Indonesië. Sogaeadu telt 795 inwoners (volkstelling 2010).